# Tipula nubifera
Tipula nubifera är en tvåvingeart som beskrevs av Frederik Maurits van der Wulp 1881. Tipula nubifera ingår i släktet Tipula och familjen storharkrankar. Inga underarter finns listade i Catalogue of Life.